# 総持寺納骨堂爆破事件
總持寺納骨堂爆破事件（そうじじのうこつどうばくはじけん）とは、1972年（昭和47年）4月6日に発生した爆弾テロ事件。後に東アジア反日武装戦線となるグループが起こした事件である。
「東アジア反日武装戦線」という名称が決まったのは1972年末であるが、本項では便宜上、それ以前の当該グループも「東アジア反日武装戦線」と呼称する。

## 標的の来歴
神奈川県横浜市の總持寺常照殿（納骨堂）に安置されている遺骨は、日本統治時代の朝鮮に住んでいた日本人約5000人のもので、元々京城府内の墓地に埋葬されていた。その後、無縁仏となったこれらの遺骨は、当時のソウル特別市の金玄玉市長の計らいによって、1970年にソウルの市民墓地に納骨堂が建設された。しかし、この納骨堂を損壊する反日テロが相次ぎ、翌年8月15日、遂に破壊された。止む無く納骨されていた遺骨は日本に返還され、曹洞宗大本山の總持寺が預かることになった。

## 事件の概要
東アジア反日武装戦線は、「朝鮮人民」の「抗議運動」に呼応するために「侵略者の骨」を安置する納骨堂を爆破することになった。決行日は三・一独立運動に因んで3月1日が選ばれた。
しかし、下見の際にメンバーの一人が寺の職員に顔を見られたことで、大事をとって当面延期しようというグループとそのまま決行しようというグループに分裂した。後者のグループは再度仲間割れをおこしてグループそのものが消滅し、結局3月1日に決行されることはなかった。
そのため、前者の延期派が準備を進め、4月6日に墓石に偽装した消火器爆弾を爆破させた。地面に大きな穴をあけ、大音響をあげたものの、納骨堂の大破には至らなかった。